# Liste des seigneurs de Pesselières
La liste des seigneurs de Pesselières présente la liste des seigneurs de la seigneurie de Pesselières, aujourd'hui hameau de la commune de Sougères-en-Puisaye, dans le département de l'Yonne.
Le dernier seigneur de Pesselières fut Louis-Michel Lepeletier de Saint-Fargeau.

## Liste

### XIIIesiècle-XVIesiècle
- 1270 : Régnault de Pesselière.
- 1292 : Guillaume de Pesslière.
- 1295 : Renault de Pesselière.
- 1348 : Guillaume de Pesslière.
- 1386 : Jehan d'Autheuil.
- 1389 : Guillaume d’Ourouer.
- 1456 : Guillaume d’Ourouer (fils).
- 1466 : Philippe, seigneur de Champs.
- 1482 : Jehan de Fretoy.
- 1504 : Guillaume Des Champs.
- 1532 : Gaspard Des Champs.

### Famille Grivel de Grossouvre

Armes des Grivel de Grossouvre.

- 1543 : Guillaume de Grivel de Grossouvre.
- environ 1580 : Jehan de Grivel de Grossouvre.
- environ 1596 : Hubert de Grivel de Grossouvre.
- environ 1658 : Claude de Grivel de Grossouvre. Il fut inhumé dans l’église de Sougères-en-Puisaye, le 8 janvier 1693.
- 1693 : Paul de Grivel de Grossouvre.

### XVIIIesiècle
Paul de Grivel de Grossouvre épousa en secondes noces en 1747, Henriette-Antoinette de Bourbon-Busset. Il transmit en dot la seigneurie de Pesselières à Charles-Antoine du Pas, époux de sa fille Marguerite-Paul de Grivel (née de son premier mariage). Celle-ci adjoint à la seigneurie de Pesselières, la seigneurie de Chauminet achetée à Edme-François-Gabriel de Grillet le 22 novembre 1738. Finalement, elle vend la seigneurie de Pesselières à Philippe Tépinier de Chaulin le 10 juin 1749. Celui-ci, porte-drapeau de Louis XV, la vendit à son tour à Charles-Étienne Lepeletier de Beaupré.

#### Famille Le Peletier

Armes des Le Peletier.

- Charles-Étienne Lepeletier de Beaupré, seigneur de Pesselières de 1769 à sa mort en 1785. Il transmit la seigneurie à son petit-fils. Dans son testament, il écrivit à propos de la seigneurie et de sa descendance :

« Quant à la terre de Pesselières, sa proximité à Saint-Fargeau doit selon moi, la lui faire conserver précieusement comme pouvant servir de dot à un des enfants que j'espère la Providence lui donnera. »
- Louis-Michel Lepeletier de Saint-Fargeau, dernier seigneur de Pesselières.